# جون أستين
جون أستين (بالإنجليزية: John Astin)‏ مواليد 30 مارس 1930 في بالتيمور، الولايات المتحدة، هو ممثل ومخرج أمريكي بدأ مسيرته الفنية عام 1957.

## الأعمال
- قصة الحي الغربي
- روميو وجولييت
- جريملينز
- صمت الحملان
- توايلايت زون
- لوسيل بال
- باتمان
- تاز المشاكس
- ماد أباوت يو
- فيلكس

## وصلات خارجية
- جون أستين على موقع IMDb (الإنجليزية)
- جون أستين على موقع ألو سيني (الفرنسية)
- جون أستين على موقع تيرنر كلاسيك موفيز (الإنجليزية)
- جون أستين على موقع أول موفي (الإنجليزية)
- جون أستين على موقع قاعدة بيانات برودواي على الإنترنت (الإنجليزية)
- جون أستين على موقع قاعدة بيانات الأفلام السويدية (السويدية)
- جون أستين على موقع إن إن دي بي (الإنجليزية)
- جون أستين على موقع ديسكوغز (الإنجليزية)
- جون أستين على موقع قاعدة بيانات الفيلم (الإنجليزية)
- جون أستين على موقع كينوبويسك (الروسية)

جون أستين في قاعدة بيانات الأفلام على الإنترنت